# 阿方索四世 (阿拉貢)

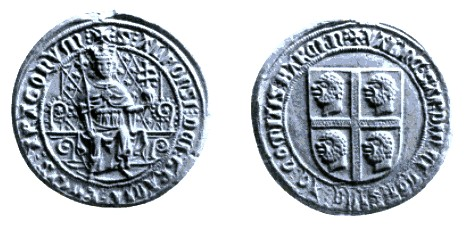
阿方索四世

阿方索四世（1299年11月2日—1336年1月24日），被稱為 （善良的）阿方索四世。亞拉岡國王兼撒丁尼亞和科西嘉國王及巴塞羅那伯爵（1327年－1336年在位）。

## 生平
阿方索四世於1299年出生在那不勒斯，是亞拉岡國王海梅二世與他的第二任妻子安茹的布朗什的次子。1314年，當阿方索四世14歲的時侯，阿方索四世迎娶同齡的烏赫利伯國的繼承人特雷莎·德·昂特恩卡在萊里達的大教堂結婚，特雷莎的叔公阿門戈爾十世在拉利特拉逝世後無嗣，答應阿方索四世如果娶了特雷莎·德·昂特恩卡便由阿方索四世繼承伯國。他和他的父親很樂意同意阿門戈爾十世的條件，阿方索於1314年在萊里達大教堂與特雷莎結婚。十幾歲的新郎據說在婚禮上的開支非常寬鬆，當地的律師對他可以花多少錢進行限制。 阿方索與德雷莎成為七個孩子的父母。
1319年，兄長海梅在1319年放棄了他的王位，成為一名僧侶。阿方索成為王位繼承人，在其後的日子，阿方索成為官方檢察長，並在1323年－1324年，阿方索出征並征服撒丁島。
1327年，妻子特雷莎·德·昂特恩卡於10月20日因難產逝世。同年11月2日，父親海梅二世逝世，身為烏戈爾伯爵阿方索四世繼承父親的所有王位。1329年，因為撒丁島的薩沙里雖然於1323年向阿方索四世投降，但是期間三次叛亂，而熱那亞共和國又對亞拉岡的統治抗議，阿方索四世開始與熱那亞的長期戰爭。
1329年2月，阿方索四世娶了卡斯提爾國王阿方索十一世的姐姐埃莉諾。埃莉諾曾和阿方索的哥哥海梅有短暫結婚。但是因為海梅拒絕完成婚禮，婚姻於1319年－1320年被廢除。此後，埃莉諾退休到一間修道院（雖然她從未戴過面紗），而且還沒有結婚。到了同年12月，這對夫婦為第一名兒子斐迪南（Ferdinand）的出生而感到高興，五年後另一個兒子胡安亦出生。
埃莉諾熱切地尋求把她自己嬰孩兒子的繼承權排在她的繼子佩德羅之前。她說服了她的丈夫給她的兒子們授予非常大而且重要的領土。1329年12月28日，阿方索四世授予他的新生兒斐迪南為托爾托薩侯爵及一些如阿爾瓦拉辛、奧里韋拉、卡略薩登薩里亞、瓜爾達馬爾，阿利坎特，蒙福特，埃爾達，拉莫拉，諾韋爾達和阿斯佩等城市。埃莉諾的小兒子胡安在五年後出生時，當他還只是一個蹣跚學步的孩子時，他也被授予為幾個地方的領主：埃爾切，別爾和博爾薩都被賦予給他。這些領土皆由埃莉諾控制，埃莉諾在婚禮時也接受了韋斯卡和其他一些屬於阿拉貢王室的村莊和城堡。這並不是全部，儘管上述所有贈地都是從亞拉岡王國的財產中提取，但國王也試圖將瓦倫西亞王國的村莊贈予他的幼子斐迪南，但是卻被阻止這樣做。當國王授予斐迪南所有位於瓦倫西亞王國的哈蒂瓦，阿爾西拉，薩貢托，莫雷利亞、布里亞納和卡斯特利翁-德拉普拉納等城市時，當地的臣民抗議，為此國王決定撤銷這些專利。授予這些土地令王位的領土財產補助減少，主要影響他第一任妻子的兒子佩德羅，但是當時他的年紀太小，不能作出任何重大的抗議。然而，這個問題激起王庭鬥爭，造成了怨恨的氣氛，並將貴族分為兩個陣營。
阿方索四世於1336年1月去世，年僅36歲。由他第一次婚姻所出的16歲大兒子佩德羅四世繼承王位。